# Stenobelodon
Stenobelodon — викопний рід хоботних з міоцену Північної Америки. Єдиний відомий вид раніше вважався належним до роду Amebelodon, але був виділений у 2023 році на основі коротких і лише частково сплощених нижніх бивнів і більшої схожості його щокових зубів із зубами Gomphotherium, ніж з його ймовірними близькими родичами. Викопні рештки відомі у Флориді та Канзасі.